# Kertesziomyia fulgens
Kertesziomyia fulgens är en tvåvingeart som först beskrevs av Macquart 1850.  Kertesziomyia fulgens ingår i släktet Kertesziomyia och familjen blomflugor. Inga underarter finns listade i Catalogue of Life.